# Okres Zvolen
Okres Zvolen je jedním z okresů Slovenska. Leží v Banskobystrickém kraji, v jeho centrální části. Na severu hraničí s okresem Žiar nad Hronom, Brezno a Banská Bystrica, na jihu s okresem Krupina, Veľký Krtíš a Detva. Na západě svoji hranici ještě sdílí s okresem Banská Štiavnica.